# Nita Patel
Pour les articles homonymes, voir Patel.
Nita Patel (née en 1965) est une médecin et vaccinologue américano-indienne qui dirige le développement de vaccins chez Novavax. Elle a supervisé le développement du vaccin Novavax contre le COVID-19.

## Enfance et éducation
Patel est née à Sojitra (en), un village agricole du Gujarat. Quand elle avait quatre ans, son père contracta la tuberculose et frôla la mort. Cette expérience a motivé Patel à devenir médecin et à tenter de trouver un remède contre la tuberculose . Patel a étudié à l'Université Sardar Patel (en). Elle a reçu plusieurs bourses et a travaillé pour ses études supérieures en Inde et aux États-Unis.

## Recherche et carrière
Après avoir obtenu sa maîtrise en biotechnologie, Patel a déménagé à Gaithersburg, dans le Maryland où elle a travaillé pour MedImmune, une entreprise qui cherchait à créer des vaccins contre la tuberculose, le virus respiratoire syncytial et la maladie de Lyme. Elle était le seizième membre de l'équipe MedImmune. Plus tard, la société a finalement été acquise par AstraZeneca.
En 2015, Patel quitte AstraZeneca pour rejoindre Novavax, une start-up de biotechnologie du Maryland. Ses recherches portent sur la découverte d'anticorps et le développement de vaccins. Elle a supervisé le développement du vaccin Novavax COVID-19 et dirigé une équipe entièrement féminine,,,. Après que Patel a reçu la protéine de pointe SARS-CoV-2 en février 2020, elle a conçu et caractérisé plus de vingt variantes de la protéine. Cela impliquait d'identifier les emplacements où les anticorps se lient à la protéine et de développer des tests pour vérifier si le pic est cohérent entre les usines de fabrication. Les vaccins développés par Patel et Novavax utilisent de l'ADN recombinant . Dans une interview avec Science Magazine, Patel a déclaré qu'elle avait travaillé dix-huit heures par jour pour développer le vaccin, mais qu'elle ne s'était pas fatiguée. Ils ont obtenu un contrat de 1,6 milliard de dollars pour mener des essais cliniques. En 2021, le vaccin s'est avéré efficace à 89 % dans des essais à grande échelle au Royaume-Uni,.

## Publications (sélection)
- (en) Cheryl Keech, Gary Albert, Iksung Cho, Andreana Robertson, Patricia Reed, Susan Neal, Joyce S Plested, Mingzhu Zhu, Shane Cloney-Clark, Haixia Zhou, Gale Smith, Nita Patel, Matthew B Frieman, Robert E Haupt, James Logue, Marisa McGrath, Stuart Weston, Pedro A Piedra, Chinar Desai, Kathleen Callahan, Maggie Lewis, Patricia Price-Abbott, Neil Formica, Vivek Shinde, Louis Fries, Jason D Lickliter, Paul Griffin, Bethanie Wilkinson et Gregory M Glenn, « Phase 1-2 Trial of a SARS-CoV-2 Recombinant Spike Protein Nanoparticle Vaccine », The New England Journal of Medicine, MMS,‎ 2 septembre 2020 (ISSN 0028-4793 et 1533-4406, OCLC 231027780, PMID 32877576, DOI 10.1056/NEJMOA2026920).
- (en) Bryce D Smith, Rebecca L Morgan, Geoff A Beckett, Yngve Falck-Ytter, Deborah Holtzman, Chong-Gee Teo, Amy Jewett, Brittney Baack, David B Rein, Nita Patel, Miriam Alter, Anthony Yartel, John W Ward et Centers for Disease Control and Prevention, « Recommendations for the identification of chronic hepatitis C virus infection among persons born during 1945-1965 », Morbidity and Mortality Weekly Report: Recommendations and Reports, vol. 61, no RR-4,‎ 1er août 2012, p. 1-32 (ISSN 1057-5987 et 1545-8601, PMID 22895429).
- (en) William F Dall'Acqua, Robert M Woods, E. Sally Ward, Susan R Palaszynski, Nita K Patel, Yambasu A Brewah, Herren Wu, Peter A Kiener et Solomon Langermann, « Increasing the affinity of a human IgG1 for the neonatal Fc receptor: biological consequences », The Journal of Immunology, Baltimore, Inconnu, vol. 169, no 9,‎ 1er novembre 2002, p. 5171-5180 (ISSN 0022-1767 et 1550-6606, OCLC 1778718, PMID 12391234, DOI 10.4049/JIMMUNOL.169.9.5171).

## Vie privée
Patel est mariée à un biochimiste américain.